# Hermann Görtz

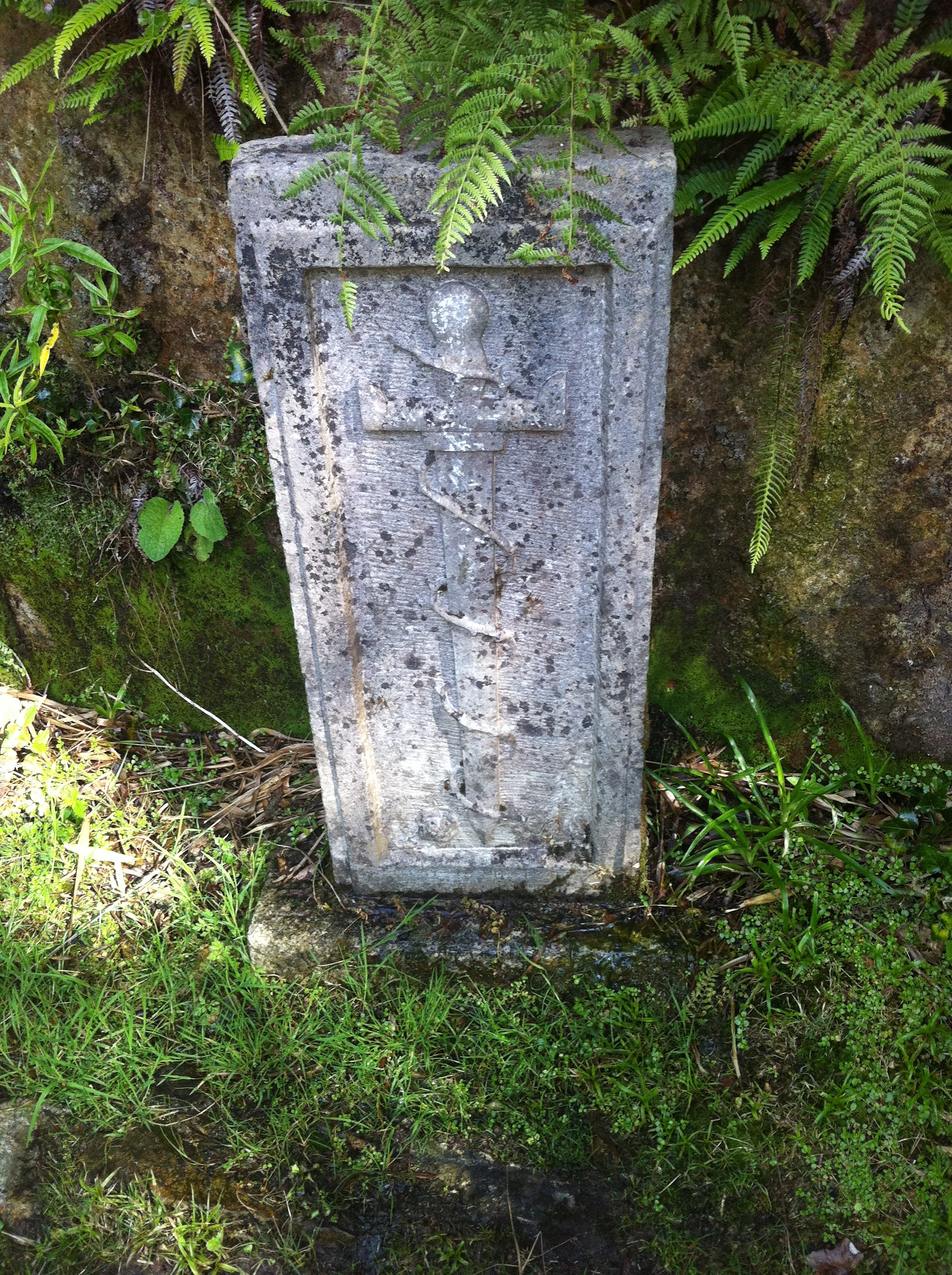
Grab von Hermann Görtz in Glencree, Wicklow

Hermann Görtz (auch anglisiert als Hermann Goertz; * 15. November 1890 in Lübeck; † 23. Mai 1947 in Dublin) war ein deutscher Spion in Großbritannien und Irland vor und während des Zweiten Weltkriegs, der mit der Irisch-Republikanischen Armee (IRA) in Verbindung stand. Nach dem Krieg beging er Suizid, als er von Irland nach Deutschland deportiert werden sollte.

## Biografie
Görtz wurde in Lübeck als der Sohn des Rechtsanwalts und Reichstagsabgeordneten Heinrich Görtz geboren. Er besuchte das Johanneum zu Lübeck, bevor er Jura in Kiel, Heidelberg und Paris studierte. Seit 1911 war Mitglied der Burschenschaft Frankonia Heidelberg. Ab 1912 studierte er für zwei Jahre englisches Recht an der University of Edinburgh in Schottland. Er kämpfte während des Ersten Weltkriegs als Mitglied der Luftstreitkräfte an der Westfront und in Ostpreußen, wofür er 1917 das Eiserne Kreuz erhielt. An der Westfront war er auch für das Verhör von gefangen genommenen britischen und US-amerikanischen Soldaten zuständig. Er lernte in dieser Zeit auch Hermann Göring kennen, der später Reichsluftfahrtminister unter Adolf Hitler wurde.
1916 heiratete er Ellen Aschenborn, Tochter des Vizeadmirals Richard Aschenborn.
Nach dem Ende des Krieges schloss er sich zuerst den rechtsnationalen Freikorps an, bevor einen Doktorgrad in Völkerrecht erwarb und in den 1920er Jahren als Anwalt in Deutschland und den Vereinigten Staaten (1925) arbeitete. Bei einem Privatbesuch in Irland lernte er 1927 das Land näher kennen und informierte sich über die dortige politische Situation. Von 1928 bis 1931 lebte und arbeitete er als Repräsentant des Unternehmens Siemens in London. Görtz war dafür bekannt, dass er sich für die irische Politik interessierte. Bei Konferenzen in Amerika unterhielt er sich mit Mitgliedern des Clan na Gael, einer in den Vereinigten Staaten ansässigen irischen republikanischen Gruppe, deren Mitglieder gegen den anglo-irischen Vertrag waren. Görtz sympathisierte mit ihnen und sah den Vertrag in einem ähnlichen Licht wie die Verträge (wie z. B. der Vertrag von Versailles), die Deutschland damals auferlegt wurden.
Nach der Machtübernahme von Adolf Hitler in Deutschland 1933 wollte sich Görtz wieder der Luftwaffe anschließen, wurde allerdings aus Altersgründen abgelehnt. Stattdessen wurde er aufgrund seiner Sprachkenntnisse zu einem Nachrichtendienstagenten der Abwehr gemacht. Hermann Görtz kam am 29. August 1935 mit seiner Sekretärin Marianne Emig in Großbritannien an. Sie verbrachten einige Wochen in Suffolk und zogen schließlich nach Broadstairs, wo sie ein Haus mieteten. Er reiste durch England, um die Royal Air Force auszuspionieren und Informationen zu sammeln. Er flog allerdings auf und wurde wegen Spionage von den Briten zu einer Haftstrafe von vier Jahren verurteilt, die er im Gefängnis von Maidstone absitzen musste. Im Februar 1939 wurde er entlassen und nach Deutschland deportiert. Die Abwehr stellte ihn schließlich wieder ein und er erreichte den Rang eines Majors.

### Einsatz in Irland
Es wurde beschlossen, Görtz dieses Mal in Irland einzusetzen, wo er Kontakt zu der IRA herstellen und die britische Herrschaft in Nordirland destabilisieren sollte, einschließlich der Sabotage von britischer Infrastruktur in Nordirland. Im Sommer 1940 sprang Görtz mit dem Fallschirm über Irland ab und landete bei Ballivor, County Meath. Er zog bei dem ehemaligen IRA-Führer Jim O’Donovan ein. Seine Aufgabe war es, als Verbindungsoffizier zur IRA zu fungieren und deren Unterstützung während einer möglichen deutschen Besetzung Großbritanniens zu gewinnen. Er bemerkte jedoch bald, dass die IRA zu desorganisiert und unzuverlässig war, um große Sabotageaktionen durchzuführen. Er ging nach Dublin, wo er sich für 19 Monate in verschiedenen Häusern aufhielt und unter der ständigen Gefahr lebte, enttarnt zu werden. Im Mai 1940 durchsuchten die Gardaí das Haus eines deutschstämmigen IRA-Mitglieds, Stephen Carroll Held, der mit Görtz zusammengearbeitet hatte, in dessen Haus in Clontarf. Sie beschlagnahmten einen Fallschirm, Papiere, Görtz' Medaillen aus dem Ersten Weltkrieg und eine Reihe von Dokumenten über die Verteidigungsinfrastruktur in Irland. Zu den beschlagnahmten Unterlagen gehörten Akten über mögliche militärische Ziele in Irland, wie Flugplätze und Häfen, sowie Einzelheiten über den Plan Kathleen – einen IRA-Plan für die Invasion Nordirlands mit Unterstützung der Deutschen. Held hatte diesen Plan den Deutschen vorgelegt, aber seine Vorgesetzten hatten ihn als nicht durchführbar abgetan.
Görtz konnte sich danach noch weitere 18 Monate den Strafverfolgungsbehörden entziehen, bevor er im November 1941 erneut verhaftet wurde. Görtz wurde im Mountjoy-Gefängnis und anschließend in den Custume Barracks in Athlone interniert, bis er bei Kriegsende entlassen wurde. Danach lebte er in Glenageary und wurde Sekretär der Save the German Children Society. Sein Asylantrag in Irland wurde abgelehnt und am 27. Mai 1947 wurde ihm mitgeteilt, dass er am nächsten Tag nach Deutschland deportiert werden sollte. Obwohl man ihm erklärt hatte, dass die irische Regierung ausdrücklich darum gebeten hatte, ihn nicht an die Sowjets auszuliefern, beging er Selbstmord, indem er sich mit Cyanwasserstoff selbst vergiftete. Als er die Giftkapsel zu sich nahm, soll er Heil Hitler gerufen haben. Görtz wurde drei Tage später auf einem Dubliner Friedhof beigesetzt, an seiner Beerdigung nahm der prominente Republikaner Dan Breen teil. 1974 wurden seine sterblichen Überreste auf den deutschen Soldatenfriedhof in Glencree, County Wicklow, überführt.

## Familie
Hermann Görtz heiratete 1916 Ellen Aschenborn, die Tochter des deutschen Vizeadmirals Richard Aschenborn. Zusammen hatten sie drei Kinder.

## Mediale Darstellung
1983 drehte RTÉ die dramatisierte Fernsehserie Caught in a Free State über deutsche Spione in Irland, darunter Hermann Görtz.